# Au-delà de nos rêves
Pour le roman initial, voir Au-delà de nos rêves (roman).
Pour plus de détails, voir Fiche technique et Distribution.
Au-delà de nos rêves (What Dreams May Come) est un film américain réalisé par Vincent Ward et sorti en 1998. Il s'agit d'une adaptation du roman du même nom de Richard Matheson.
À sa sortie, le film reçoit des critiques globalement mitigées dans la presse. C'est par ailleurs un échec commercial important. Il reçoit cependant plusieurs nominations et prix, dont l'Oscar des meilleurs effets visuels en 1999.

## Synopsis
Chris est médecin, il est marié à Annie. Ils ont 2 enfants. Lors d'un accident les deux enfants décèdent et leurs parents tentent de survivre mais Annie est très dépressive. Elle tient grâce à son mari qui l'aide du mieux qu'il peut.
Quelques années plus tard, Chris décède aussi lors d'un accident de voiture et voici qu'Annie finit par se suicider de chagrin. Annie se retrouve en enfer mais Chris qui est au paradis, fera son possible pour la sortir de là au risque d'y rester lui même pour l'éternité. 
Alors qu'il se retrouve dans l'au-delà, sa femme, Annie, sombre dans une irréversible dépression suicidaire et se retrouve en enfer

## Fiche technique
- Titre français : Au-delà de nos rêves
- Titre original : What Dreams May Come
- Réalisation : Vincent Ward
- Scénario : Ronald Bass, d'après le roman Au-delà de nos rêves de Richard Matheson
- Musique : Michael Kamen
- Photographie : Eduardo Serra
- Montage : David Brenner et Maysie Hoy
- Décors : Eugenio Zanetti
- Costumes : Yvonne Blake
- Production : 	Stephen Deutsch et Barnet Bain
- Société de production : Interscope Communications
- Distribution : PolyGram Film Distribution (France), Polygram Filmed Entertainment (États-Unis)
- Pays de production :  États-Unis
- Langue originale : anglais
- Format : Couleurs - 2,35:1 - Dolby Digital / SDDS - 35 mm
- Genre : drame, fantastique et romance
- Durée : 113 minutes
- Dates de sortie :
  - États-Unis : 28 septembre 1998 (première), 2 octobre 1998 (sortie nationale)
  - France : 2 décembre 1998
  - Belgique : 16 décembre 1998

## Distribution
- Robin Williams (VF : Michel Papineschi) : Chris Nielsen
- Cuba Gooding Jr. (VF : Thierry Desroses) : Albert Lewis
- Annabella Sciorra : Annie Collins-Nielsen
- Max von Sydow : The Tracker
- Jessica Brooks Grant (pt) : Marie Nielsen
- Josh Paddock : Ian Nielsen
- Rosalind Chao : Leona
- Lucinda Jenney : Mme Jacobs
- Maggie McCarthy : Stacey Jacobs
- Wilma Bonet : Angie
- Matt Salinger : Reverend Hanley
- Carin Sprague : Cindy
- Werner Herzog : un visage en enfer

## Musique
La musique originale est initialement composée par Ennio Morricone mais sera finalement remplacée après des projections test publiques, sans raison officielle[réf. nécessaire]. C'est Michael Kamen qui compose donc la musique, enregistrée avec le London Metropolitan Orchestra dans les studios AIR et Abbey Road. L'album de la bande originale sort le 13 octobre 1998 chez Beyond Records,.

## Accueil
Le film reçoit un accueil critique mitigé, recueillant 54 % de critiques positives, avec une note moyenne de 5,7/10 et sur la base de 68 critiques collectées, sur le site agrégateur de critiques Rotten Tomatoes.
Le film est un échec commercial, rapportant environ 87 473 000 $ au box-office mondial, dont 55 450 000 $ en Amérique du Nord, pour un budget de 85 000 000 $. En France, il a réalisé 143 001 entrées.

## Distinctions
- Oscar 1999 des meilleurs effets spéciaux visuels (pour Joel Hynek, Nicholas Brooks, Stuart Robertson et Kevin Scott Mack)
  - Nomination pour les meilleurs décors (pour Eugenio Zanetti et Cindy Carr)
- Satellite Award des meilleurs effets visuels
- Prix d'Excellence 1999 de l'Art Directors Guild (pour Eugenio Zanetti, Jim Dultz, Tomas Voth et Christian Wintter)